# Jan Kanzelsberger
Jan Kanzelsberger (* 27. srpna 1951 Praha) je český knihkupec a podnikatel, který založil síť knihkupectví Kanzelsberger, jednu z největších v Česku.

## Život
Jan Kanzelsberger je zakladatelem rodinné dynastie knihkupců. On sám knihkupcem být nechtěl, ke knihám ho přivedl jeho otec, který byl pošťák, ale profese knihkupce byla jeho snem. V roce 1967 dal svého syna vyučit se knihkupcem.
V roce 1974 se stal vedoucím prodejny Orbis na rohu Václavského náměstí a Štěpánské ulice v Praze. Po sametové revoluci tuto prodejnu v roce 1990 zprivatizoval a založil rodinnou firmu, která se později rozrostla do celorepublikové sítě.[zdroj?]
V roce 1998 otevřel Dům knihy Kanzelsberger v Praze na Můstku, první velkoplošné knihkupectví v Česku. Roku 2000 následovalo další velké knihkupectví ve Zlatém Andělu na pražském Smíchově. V roce 2002 firma převzala konkurenční síť knihkupectví[jaké?] se 17 prodejnami, čímž se stala největším knihkupeckým řetězcem v zemi.[zdroj?]

## Rodinné knihkupectví
Do rodinného podniku zapojil i své dva syny Martina a Jana mladšího. Firma funguje jako akciová společnost, kterou vlastní výhradně rodina.
Společnost Kanzelsberger provozuje[kdy?] 55 knihkupectví po celé České republice.

## Přínos knižní kultuře
V roce 2025 získal ocenění Magnesia Litera za přínos knižní kultuře za založení a vedení festivalu Svět knihy.
Jan Kanzelsberger patří i k zakladatelům tohoto ocenění a do roku 2009 nesla Cena čtenářů jméno jeho knihkupeckého řetězce.[zdroj?]
Prostřednictvím společnosti Barvič a Novotný je zakladatelem Střední školy knižní kultury.